# ヴァランス (タルヌ＝エ＝ガロンヌ県)
ヴァランス （Valence）は、フランス、オクシタニー地域圏、タルヌ＝エ＝ガロンヌ県のコミューン。ヴァランス＝ダジャン（Valence-d'Agen）とも呼ばれる。

## 地理
コミューンは、バルグロンヌ川およびガロンヌ川右岸に位置する。通信や交通手段としてガロンヌ運河、鉄道のボルドー-セット路線、アジャンからカステルサラザンを通る国道113号線がコミューンを通る。
A62を利用する際は8番出口、鉄道のボルドー-トゥールーズ線を利用する場合はヴァランス＝ダジャン駅で降りる。

## 由来
コミューンの正式名称は、国立森林地理情報研究所（fr）によるとヴァランスである。ただし、ヴァランス＝ダジャンの名称も一般的に使用されている。

## 人口統計
| 1962年 | 1968年 | 1975年 | 1982年 | 1990年 | 1999年 | 2006年 | 2012年 |
| ------ | ------ | ------ | ------ | ------ | ------ | ------ | ------ |
| 3574   | 3867   | 4058   | 4408   | 4901   | 4783   | 5103   | 5155   |

source=1999年までLdh/EHESS/Cassini、2004年以降INSEE

## 出身者
- アンドレ・テシネ

## 姉妹都市
- バル・デ・ウソ、スペイン